# Fortaleza dos Valos
Fortaleza dos Valos là một đô thị thuộc bang Rio Grande do Sul, Brasil. Đô thị này có diện tích 650,324 km², dân số năm 2007 là 4597 người, mật độ 7,07 người/km².